# August Van Daele
Pour les articles homonymes, voir Van Daele.
August Van Daele est un général belge de l'armée de l'air, aide de camp honoraire du roi, né le 25 février 1944 à Saint-Nicolas et mort le 8 janvier 2017. Il exerce la plus haute fonction militaire belge, celle de Chef de la Défense, du 1er janvier 2003 au 2 avril 2009.

## Biographie

### Jeunesse et études
Il étudie tout d'abord à l'Athénée royal de Saint-Nicolas puis à l'École royale des cadets de Lierre et est ensuite admis à l'École royale militaire en 1962. Il y est nommé sous-lieutenant le 25 décembre 1964. Van Daele obtient son diplôme d’ingénieur civil de la division polytechnique, en 1967, puis entame une carrière dans la Force aérienne comme officier technicien au Centre de perfectionnement de Brustem.

### Carrière
En 1980, il est nommé commandant de l'escadrille de maintenance au 10e Wing de Chasseurs-Bombardiers à Kleine-Brogel, puis major. Dès 1983, il est nommé à l'état-major de la Force aérienne à Evere, comme adjoint du commandant du Service de contrôle et de réceptions techniques.
En 1985, il est nommé lieutenant-colonel et retourne au 10e Wing de Chasseurs-Bombardiers à Kleine-Brogel en tant que Commandant du Groupe de maintenance. Il est promu au grade de colonel en 1990 puis major-général, le 26 juin 1994, il retourne alors à l'état-major de la Force aérienne à Evere, comme chef d'état-major adjoint logistique.
Promu lieutenant-général le 26 décembre 1999, Van Daele est nommé, le 1er janvier 2002, directeur général « material resources », une fonction servant à épauler le Chef de la Défense (à l'époque le vice-amiral Willy Herteleer, aide de camp du roi).

### Chef de la Défense
Le 6 décembre 2002, il est nommé Chef de la Défense par le conseil des Ministres, pour un mandat de quatre années, qui débute le 1er janvier 2003, date à laquelle il est nommé général (4 étoiles OTAN). Sa mission à la tête des forces armées belges est prolongée d'une année à trois reprises, pour les années 2007, 2008 et 2009. Van Daele ne va cependant pas au terme de cette dernière prolongation : il est remplacé le 2 avril 2009 par Charles-Henri Delcour (nl). Il est aide de camp du roi jusqu'au 1er juillet 2009, date à laquelle il est mis à la pension.

## Honneurs
- 1997: Commandeur de l'ordre de Léopold[12]
- 2005: Grand-Croix de l'ordre de la Couronne[13]
- Aide de camp-honoraire du Roi des Belges.